# Diocesi di Fessei
La diocesi di Fessei (in latino Dioecesis Fesseitana) è una sede soppressa e sede titolare della Chiesa cattolica.

## Storia
Fessei, nell'odierna Algeria, è un'antica sede episcopale della provincia romana di Numidia.
Unico vescovo conosciuto di questa diocesi africana è Adeodato, il cui nome appare al 12º posto nella lista dei vescovi della Numidia convocati a Cartagine dal re vandalo Unerico nel 484; Adeodato era già deceduto all'epoca della redazione di questa lista.
Dal XVII secolo Fessei è annoverata tra le sedi vescovili titolari della Chiesa cattolica; dal 14 febbraio 2023 il vescovo titolare è John Kobina Louis, vescovo ausiliare di Accra.

## Cronotassi

### Vescovi residenti
- Adeodato † (prima del 484)

### Vescovi titolari
- Stanisław Giannotti, C.R.S.A. † (1º dicembre 1659 - 1681 deceduto)[2]
- Hieronim Wierzbowski † (22 settembre 1681 - circa maggio 1712 deceduto)
- Gábor Antal Erdődy † (19 novembre 1714 - 3 marzo 1715 succeduto vescovo di Eger)
- Louis Philippe d'Auneau de Visé † (14 marzo 1718 - 26 giugno 1729 deceduto)
- Feliciano Alonso, O.P. † (1º ottobre 1790 - 2 febbraio 1799 deceduto)
- San Domingo Henares de Zafra Cubero, O.P. † (9 settembre 1800 - 25 giugno 1838 deceduto)
- Patrick MacMahon (McMahon) † (27 agosto 1819 - 5 agosto 1829 succeduto vescovo di Killaloe)
- Perpetuo Guasco, O.F.M.Obs. † (7 giugno 1839 - 26 agosto 1859 deceduto)
- Edward Illsley † (21 novembre 1879 - 15 febbraio 1888 nominato vescovo di Birmingham)
- Francisco María Cervera y Cervera, O.F.M. † (8 aprile 1908 - 20 luglio 1923 nominato arcivescovo titolare di Pompeopoli di Cilicia)
- David O'Leary, O.M.I. † (13 maggio 1925 - 12 agosto 1958 deceduto)
- Léon Théobald Delaere, O.F.M.Cap. † (13 novembre 1958 - 10 novembre 1959 nominato vescovo di Molegbe)
- Thomas William Muldoon † (1º marzo 1960 - 13 gennaio 1986 deceduto)
- Patrick James Dunn (10 giugno 1994 - 19 dicembre 1994 nominato vescovo di Auckland)
- Miguel Ángel Alba Díaz (10 giugno 1995 - 16 giugno 2001 nominato vescovo di La Paz nella Bassa California del Sud)
- Héctor Cubillos Peña (15 febbraio 2002 - 30 giugno 2004 nominato vescovo di Zipaquirá)
- Felix Lian Khen Thang (3 marzo 2006 - 22 maggio 2010 nominato vescovo di Kalay)
- Joseph Son Sam-seok (4 giugno 2010 - 10 aprile 2019 nominato vescovo di Busan)
- Peter Michiaki Nakamura (31 maggio 2019 - 28 dicembre 2021 nominato arcivescovo di Nagasaki)
- John Kobina Louis, dal 14 febbraio 2023